# Escopeta retallada
Una escopeta retallada o escopeta de canons retallats, és un tipus d'escopeta amb un canó més curt i, en la majoria de casos, la culata escurçada o eliminada.

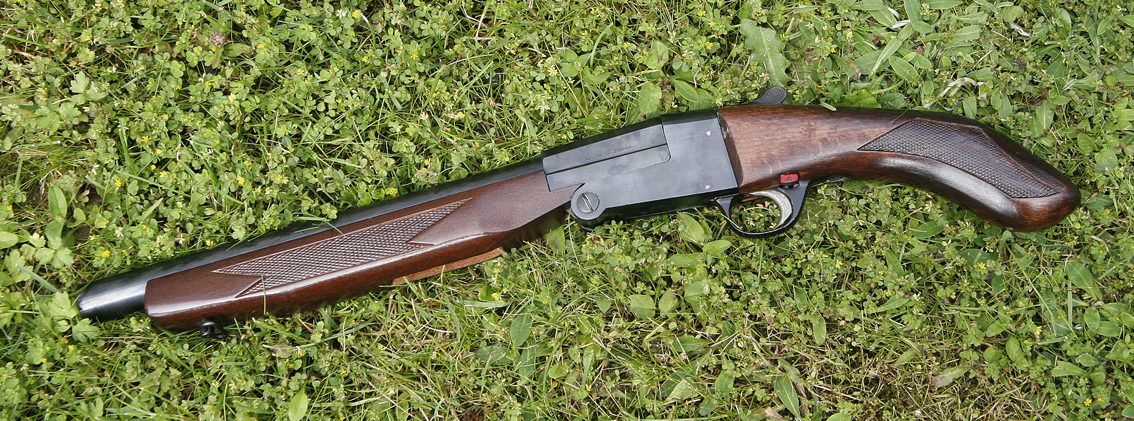
Una escopeta retallada amb canó basculant, coneguda com a lupara a Itàlia.

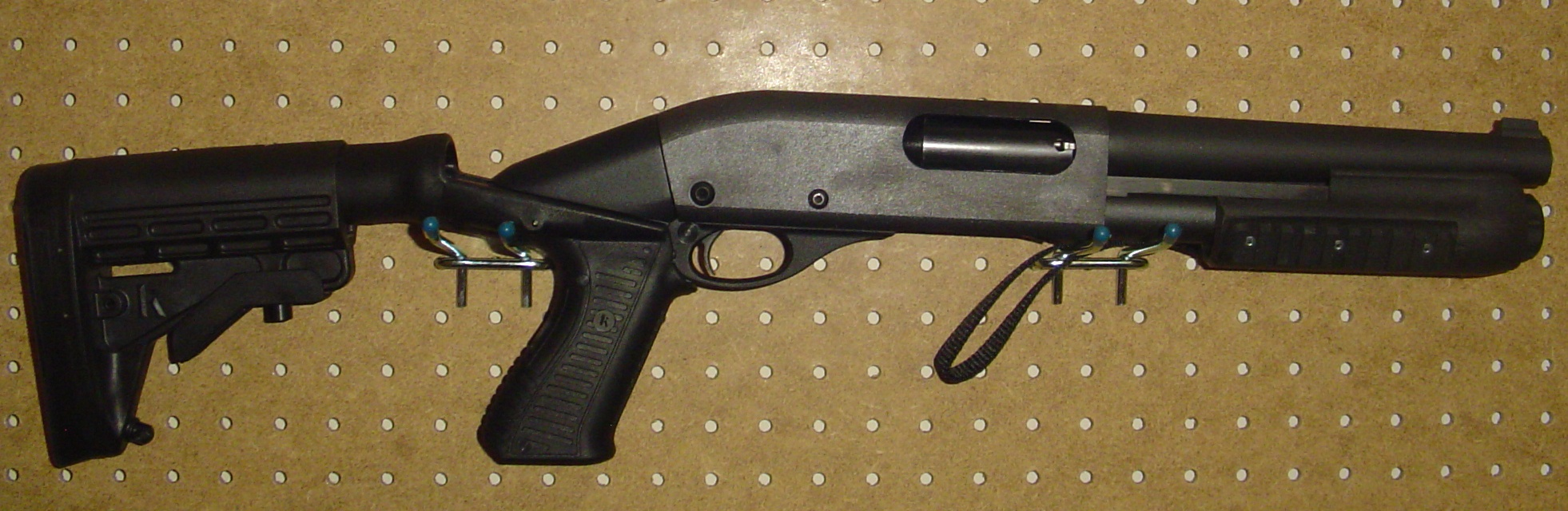
Una escopeta de bombament retallada, amb un canó de 8,5 polzades i dipòsit tubular escurçat.

Les escopetes retallades estan subjectes a diverses restriccions legals segons cada país o jurisdicció. En la dècada de 1930, als Estats Units, Regne Unit i Canadà es va legislar que és necessari un permís especial per a posseir aquest tipus d'armes. No sempre han estat eines de criminals, aquestes armes van ser i romanen emprades per Forces Armades i agències policials a tot el món.

## Descripció
En comparació d'una escopeta estàndard, l'escopeta retallada té un abast efectiu més curt a causa de la baixa velocitat de boca i major dispersió dels perdigons. La seva reduïda grandària la fa més senzilla de maniobrar i ocultar. Una arma tan poderosa i compacta és especialment útil en espais reduïts, sent empleada per tripulants de vehicles blindats i membres de les forces especials. Perquè les escopetes no siguin fàcilment ocultables, molts països imposen una longitud legal mínima per als canons d'aquestes. La majoria dels fabricants d'armes dels Estats Units no venen escopetes retallades al públic, encara que existeixen empreses que legalment poden convertir la majoria dels models d'escopetes en aquest tipus d'armes després del pagament d'un impost federal de 200 o 5 dòlars per transferència de propietari.
Com el seu nom ho indica, l'escopeta retallada és habitualment produïda mitjançant la modificació artesanal d'una escopeta estàndard. Als països on les pistoles i la seva munició aferente són escasses a causa de restriccions legals o preus alts, se sap que els criminals transformen armes de caça legals o robades en armes ocultables. Per a les organitzacions criminals, la disponibilitat de munició per a cacera (obtinguda legalment o no) és un altre avantatge de les escopetes retallades. No obstant això, aquesta pràctica no es limita als països on les pistoles són difícils d'obtenir. Les escopetes retallades es poden fabricar per diversos motius, com la reputació que han obtingut mitjançant la seva ocupació en pel·lícules d'acció.
El nom d'escopeta retallada s'aplica generalment a les armes il·legals que van anar literalment creades mitjançant el tall del canó d'una escopeta comuna. El retallat té un efecte molt més dràstic quan s'efectua en escopetes de dos canons o d'un sol canó, a causa que aquest pot retallar-se a qualsevol longitud. Les escopetes de corredissa o semiautomàtiques tenen un dipòsit tubular sota el canó, la qual cosa limita el tall del canó a la longitud del dipòsit (encara que aquest també pot ser escurçat, amb la conseqüent reducció en la capacitat de cartutxos). A les escopetes alimentades mitjançant carregadors no se'ls redueix la quantitat de cartutxos quan són retallades, però aquestes són menys comuns que aquelles amb dipòsits tubulars. Les escopetes fabricades amb canons més curts que la longitud legal mínima, malgrat no ser escopetes retallades, en general entren en la mateixa categoria que les escopetes modificades il·legalment.

## Restriccions legals

### Espanya
A Espanya, l'ús de les armes de foc llargues amb canons retallats està condicionat: només pot ser empleat per funcionaris especialment habilitats.

### Regne Unit
Una escopeta retallada a una longitud tal que el canó mesura menys de 30 cm o la longitud total del qual és menor a 60 cm, és considerada una 'escopeta de canó curt' i, per tant, és una arma prohibida.

## Ús policial i militar
Les restriccions de longitud mínima i longitud del canó solament s'apliquen a les armes civils. Les Forces Armades i els departaments policials poden emplear escopetes amb canons curts, per la qual cosa els principals fabricants ofereixen models especials amb canons de longituds situades entre els 25 i 36 cm (10 i 14 polzades) com a "escopetes anti-disturbis" o "escopetes de combat" per ser empleades en zones amb espai restringit. Aquests models són generalment cridats "escopetes d'entrada" a causa que són empleats per entrar en edificis, on la grandària reduïda i la facilitat de maniobra són més importants que la capacitat de cartutxos d'una escopeta més llarga. Les escopetes molt curtes també poden emplearse per forçar portes amb cartutxos especials, els quals estan carregats amb una massa de pols metàl·lica i cera, encara que un cartutx carregat amb postes o perdigons també serveix per al mateix propòsit. Per forçar una porta, l'escopeta deu situar-se prop del pany a una distància de 0 - 5 cm (0 - 2 polzades) i disparar-se cap avall en un angle de 45 graus entre el pany i el marc de la porta. Després de penetrar la porta, els fragments de massa es dispersen ràpidament i en ser disparats cap avall, es redueix el risc de ferir als qui es troben a l'altre costat de la porta forçada. Les escopetes d'entrada empleades per la policia i les Forces Armades poden tenir canons tan curts com de 25 cm (10 polzades), moltes vegades tenint un pistolete en lloc d'una culata completa. Alguns models emplean una extensió especial en forma de tassa sobre la boca del canó, per reduir encara més el risc de ferides causades per esquirlas al tirador. Ja que solament es disparen un parell de cartutxos, qualsevol escopeta amb capacitat de tres cartutxos pot ser retallada i empleada com una escopeta d'entrada.

## Longitud del canó i dispersió dels perdigons
L'escurçament de la longitud del canó d'una escopeta no afecta significativament el patró de dispersió dels perdigons, solament si aquest és reduït a menys del 50% del patró de dispersió original. El patró és principalment influït pel tipus de cartutx disparat i el choke, o estrenyiment que normalment es troba en la boca del canó d'una escopeta. En tallar l'extrem del canó es retira el choke, que generalment només s'estén uns 5 cm (unes 2 polzades) cap a dintre des de la boca del canó. Això produeix un canó amb ànima cilíndrica, que causa la més àmplia dispersió trobada generalment en els canons d'escopeta. Per a un patró de dispersió encara més ampli es poden emplear "chokes esparcidores" especials o "càrregues esparcidoras", els quals són dissenyats per ampliar l'esplai dels perdigons.

## Ús civil
A Regne Unit, Austràlia i Nova Zelanda, on les pistoles són difícils d'obtenir, l'escopeta retallada va ser un protagonista gairebé comú dels assalts armats des de la dècada de 1960 fins avui, motiu pel qual la majoria de les persones associen aquesta arma amb criminals. No obstant això, en dates recents, les pistoles i rèpliques de pistoles s'han tornat més disponibles en el Regne Unit malgrat l'augment de les restriccions legals sobre la possessió de pistoles per part de civils: les escopetes retallades van ser empleades en sol 157 assalts armats d'un total de 3727 assalts on es van utilitzar armes de foc a Anglaterra i Gal·les entre 2004/5, en comparació als 2501 assalts on es van usar pistoles.
L'escopeta retallada amb martells visibles accionats manualment i dos disparadors és coneguda com a lupara a Itàlia. I malgrat ser associada amb el crim organitzat, va ser originalment emprada pels camperols i pastors sicilians per protegir els seus vinyers i ramats. Anant més lluny, a les zones rurals del nord de l'Índia és vista com una arma d'autoritat i prestigi, sent coneguda com a dunali (literalment, "dos tubs"). És especialment comú en el Bihar, el Purvanchal, el Uttar Pradesh, el Haryana i el Panyab.
El famós Clyde Barrow va modificar la seva escopeta semiautomàtica Browning A-5 retallant el canó a la mateixa longitud del dipòsit tubular (fent-la summament imprecisa) i escurçant 5-6 polzades de la culata, fent-la molt més ocultable. Una petita corretja de 10-12 polzades va ser acoblada a tots dos extrems de la culata de l'arma, passada sobre l'espatlla i ocultant a aquesta entre el braç i el pit del tirador sota la seva jaqueta, sent transportada allí com una pistolera d'espatlla. L'escopeta era ràpidament treta i disparada des de l'espatlla on anava. Clyde la va sobrenomenar "Whippit" (literalment, assota-ho), perquè era capaç de emplearla amb rapidesa i facilitat.
En països com Colòmbia, Equador i Veneçuela, els guardians de seguretat privats, anomenats guardes de seguretat o vigilants, emplean escopetes de bombament retallades. Pel seu sistema de recàrrega, se li dona el nom de changón, de fistol o pajizas.
El lleuger pes de les escopetes de canó curt, particularment en configuracions sense culata, porta al fet que alguns tiradors empleen els curts "minicartuchos" amb menys perdigons i càrrega propulsora per a tir informal.